# Люйшуньская резня
Люйшуньская резня (кит. упр. 旅顺大屠杀) — уничтожение японскими войсками китайского мирного населения в конце ноября 1894 года в Люйшуне во время первой японо-китайской войны.

## Предыстория

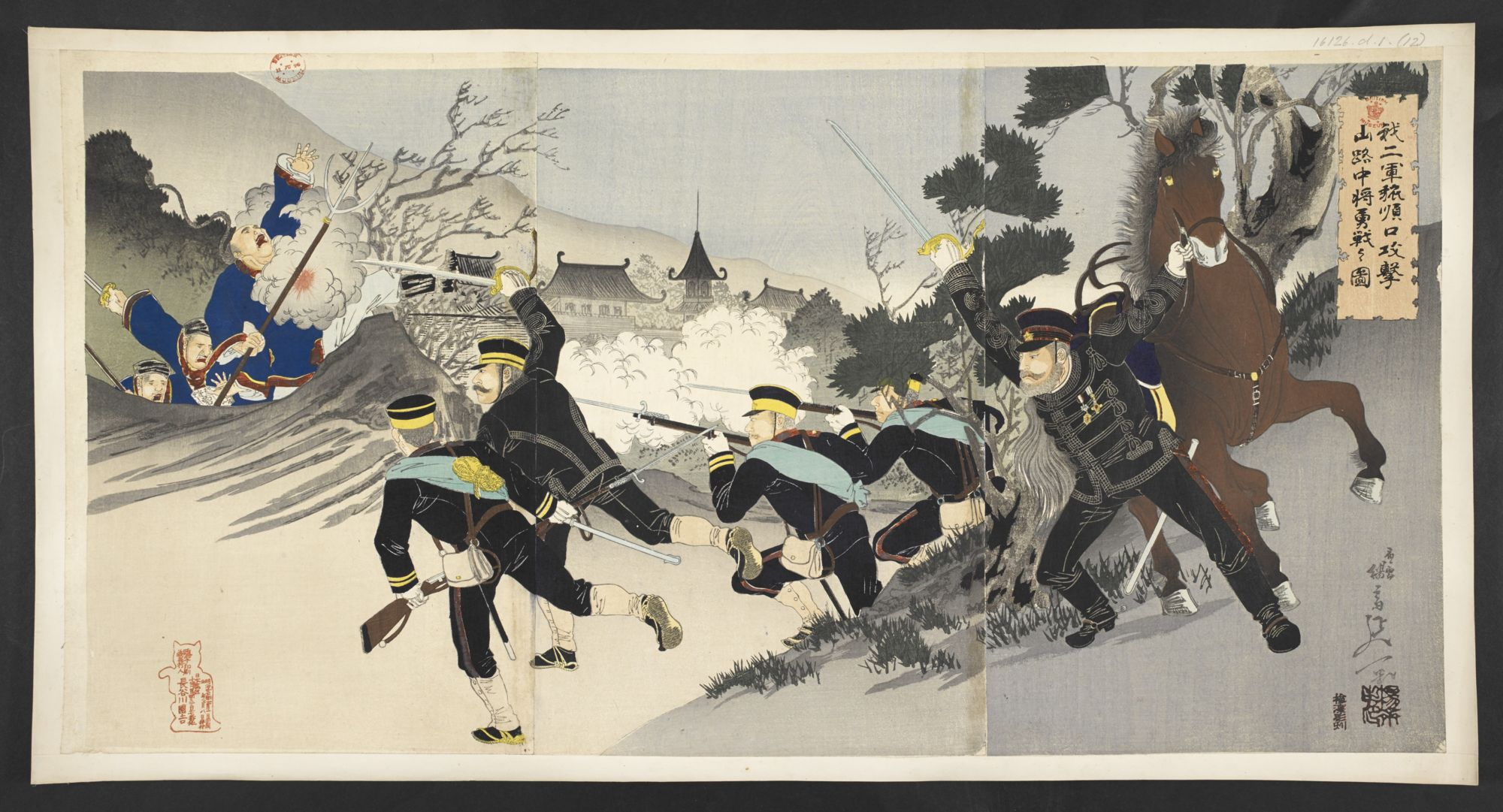
Эпизод событий

1-я японская армия, пройдя с боями Корейский полуостров, достигла Маньчжурии. Сковав основные силы противника в центральной части провинции Фэнтянь, японское командование выделило 1-ю провинциальную дивизию (сформирована в Токио, командующий — генерал-лейтенант Ямадзи Мотохару) и 12-ю бригаду 6-й провинциальной дивизии (сформирована в Кумамото) во 2-ю армию, командующим которой стал фельдмаршал Ояма Ивао. Воспользовавшись тем, что после сражения в устье реки Ялу господство на море захватил японский флот, 2-я армия 24 октября высадилась на Ляодунском полуострове под Бицзыво, и быстро двинулась на юг, 6 ноября взяв обнесённый стенами город Цзиньчжоу, а 7 ноября — глубоководный порт Далянь, покинутый гарнизоном. 21 ноября 1894 года японские войска вошли в Люйшунь.

## Резня
Ворвавшись в Люйшунь, японские войска обнаружили трупы захваченных в плен японских солдат со следами жестоких пыток. Это оказалось удобным предлогом для начала истребления местного населения по обвинению в пособничестве китайским солдатам, пытавшим и убивавшим японских пленных. За несколько дней японцы убили более 20 тысяч человек, среди которых были пленные, женщины и дети. Оставленные японцами в живых 36 человек из числа местных жителей получили охранные документы и по приказу японцев, более месяца переносили трупы в места, отведённые для их сожжения.

## Итоги и последствия
При японской 2-й армии имелись корреспонденты западных газет, благодаря которым информация о резне попала в мировую прессу.